# Меканиксвил (Мериленд)
Меканиксвил (енгл. Mechanicsville) насељено је место без административног статуса у америчкој савезној држави Мериленд.

## Демографија
По попису из 2010. године број становника је 1.508.
| Група             | 2000.    | 2010.         |
| Белци             | 0 (0,0%) | 1.319 (87,5%) |
| Афроамериканци    | 0 (0,0%) | 107 (7,1%)    |
| Азијати           | 0 (0,0%) | 13 (0,9%)     |
| Хиспаноамериканци | 0 (0,0%) | 41 (2,7%)     |
| Укупно            | 0        | 1.508         |